# Gnaius Cornelius Lentulus (consul in 146 v.Chr.)
Gnaius Cornelius Lentulus was een Romeins staatsman in de 2e eeuw v.Chr.
Lentulus was een lid van de gens Cornelia. Hij wordt voor het eerst vermeld in 161 v.Chr., wanneer hij als ambassadeur naar Cyrene wordt gestuurd, om daar Ptolemaeus VII te melden dat Rome het bondgenootschap met zijn vader Ptolemaeus VI heeft verbroken. In 149 wordt Lentulus als praetor gekozen. 
In 146 v.Chr. bereikt hij het hoogtepunt van zijn carrière wanneer hij tot consul wordt verkozen. Zijn consulaat staat echter in de schaduw van zijn medeconsul Lucius Mummius Achaicus, die in de oorlog tegen de Acheïsche bond grote successen behaalde. Wat Lentulus in dit jaar deed is niet overgeleverd. 
Zijn zoon Gnaius Cornelius Lentulus was consul in 97 v.Chr.

## Referentie
- T. Broughton, The magistrates of the Roman Republic Vol. I: 509 BC - 100 BC, Lancaster (Californië) 1951. pp. 444,458,465. ISBN 0891307060